# Langoesten
De langoesten (Palinuridae) zijn een familie van kreeftachtigen uit de klasse van de Malacostraca.

## Kenmerken
Het is opvallend dat de dieren geen scharen hebben aan hun looppoten. Wel zijn er scherpe stekels op de achterlijfssegmenten. Vanwege het ontbreken van scharen worden langoesten niet als kreeften gecategoriseerd, ondanks de overigens sterke gelijkenis. Langoesten kunnen 20 tot 40 cm groot worden.

## Gedrag
In de herfst trekken de langoesten in lange rijen over de zeebodem. Ieder dier houdt zijn voorganger vast. Mocht er een vijand opdagen, dan loopt de rij achteruit weg en steken ze hun lange sprieten uitdagend omhoog.

## Geslachten
- Araeosternus
- † Archaeocarabus McCoy, 1849
- † Archaeopalinurus Pinna, 1974
- † Astacodes Bell, 1863
- Jasus Parker, 1883
- Justitia Holthuis, 1946
- Linuparus White, 1847
- Nupalirus Kubo, 1955
- † Palaeopalinurus Bachmayer, 1954
- Palibythus Davie, 1990
- Palinurellus von Martens, 1878
- † Palinurina Munster, 1839
- Palinurus Weber, 1795
- Palinustus A. Milne-Edwards, 1880
- Panulirus White, 1847
- † Phalangites Munster, 1839
- Projasus George & Grindley, 1964
- Puerulus Ortmann, 1897
- † Rugafarius Bishop, 1985
- Sagmariasus Holthuis, 1991

- † Yunnanopalinura Feldmann et al., 2012